# Jenny Åkerström
Jenny Åkerström, de son vrai nom Johanna Antonia Åkerström-Soderstrom, née en 1867 à Lohärad près de Stockholm et décédée en 1957 à Stockholm, fut une célèbre autrice suédoise de livres de cuisine et enseignante en tâches domestiques.
Elle a écrit des articles de cuisine pour les magazines Bonnier dont Bonnier Monthly.
Elle enseignait les travaux ménagers dans une école pour femmes, encore célèbre à Stockholm : Jenny Åkerströms Husmodersskola. L'école se distingua en particulier pour avoir reçu les princesses Märtha, Astrid et Margaretha (petites-filles du roi Oscar II de Suède) comme étudiantes.
Elle a aussi publié des livres de recettes, dont le célèbre Prinsessornas kokbok (Livre de cuisine pour les princesses). 
Elle est inhumée au Norra begravningsplatsen, au nord de Stockholm.